# Halowe Mistrzostwa Europy w Łucznictwie 2002
8. Halowe Mistrzostwa Europy w Łucznictwie odbyły się w dniach 13 - 17 marca 2002 roku w Ankarze w Turcji.

## Medaliści

### Seniorzy

#### Strzelanie z łuku klasycznego
| Konkurencja:           | Złoto:                                                          | Srebro:                                                         | Brąz:                                                         |
| indywidualnie kobiet   | Natalia Valeeva                                                 | Jelena Dostaj                                                   | Tetiana Bereżna                                               |
| indywidualnie mężczyzn | Wiktor Ruban                                                    | Marco Galiazzo                                                  | Flavier Pothier                                               |
| drużynowo kobiet       | Ukraina · Tetiana Bereżna · Kateryna Palecha · Ołena Sadownicza | Gruzja · Olga Ladigina · Chatuna Putkaradze · Asmat Diasamidze  | Rosja · Anna Pucewa · Jelena Dostaj · Sofia Jarkina           |
| drużynowo mężczyzn     | Włochy · Mario Casavecchia · Michele Frangilli · Marco Galiazzo | Francja · Flavier Pothier · Bérenger Chailliot · Franck Fisseux | Wielka Brytania · Michael Peart · Neal Bridgewater · Roy Nash |

#### Strzelanie z łuku bloczkowego
| Konkurencja:           | Złoto:                                                       | Srebro:                                                     | Brąz:                                                            |
| indywidualnie kobiet   | Olga Zandvliet                                               | Giorgia Solato                                              | Nichola Simpson                                                  |
| indywidualnie mężczyzn | Tevz Grogl                                                   | Abu Torrijos                                                | Simon Fankhauser                                                 |
| drużynowo kobiet       | Włochy · Giorgia Solato · Floriana Mattia · Biagia Sambataro | Francja · Maggy Masson · Valérie Fabre · Catherine Deburck  | Wielka Brytania · Linda Garnar · Nichola Simpson · Sheila Harris |
| drużynowo mężczyzn     | Francja · Eric Verrier · Hervé Dardant · Stephane Sauvignon  | Hiszpania · Antonio González · Abu Torrijos · Nacho Catalan | Słowenia · Stefan Osep · Dejan Sitar · Tevz Grogi                |

## Klasyfikacja medalowa
| Lp. | Państwo         | Złoto | Srebro | Brąz | Razem |
| 1.  | Włochy          | 3     | 2      | 0    | 5     |
| 2.  | Ukraina         | 2     | 0      | 1    | 3     |
| 3.  | Francja         | 1     | 2      | 1    | 4     |
| 4.  | Słowenia        | 1     | 0      | 1    | 2     |
| 5.  | Holandia        | 1     | 0      | 0    | 1     |
| 6.  | Hiszpania       | 0     | 2      | 0    | 2     |
| 7.  | Rosja           | 0     | 1      | 1    | 2     |
| 8.  | Gruzja          | 0     | 1      | 0    | 1     |
| 9.  | Wielka Brytania | 0     | 0      | 3    | 3     |
| 10. | Szwajcaria      | 0     | 0      | 1    | 1     |